# Лонпре, Мари-Катрин
Мари-Катрин де Симон де Лонпре (фр. Marie-Catherine de Simon de Longpré) или Мари-Катрин святого Августина (фр. Marie-Catherine de Saint-Augustin; 3 мая 1632, Сен-Совёр-ле-Виконт, Франция — 8 мая 1668 года, Квебек) — французская католическая блаженная, мистик, монахиня, основавшая госпиталь Отель-Дьё де Кебек (фр. Hôtel-Dieu de Québec).

## Жизнеописание
Мари-Катрин де Симон де Лонпре родилась в многодетной семье 3 мая 1632 года в коммуне Сен-Совёр-ле-Виконт, Нижняя Нормандия. Девочку крестили в местной церкви имени Иоанна Крестителя — будущего покровителя франкоканадцев. Родителям было тягостно растить ораву ребятишек, поэтому ребёнка отдали на воспитание бабушке по материнской линии. Двери новообретённого дома Мари-Катрин всегда были открыты для бедняков, банкротов и больных. Девочка росла в этой среде. К трём годам она горела желанием посвятить себя служению Богу, что в возрасте двенадцати лет и претворила в жизнь, взяв имя Мари-Катрин святого Августина. Двумя годами позже её овдовевшая бабушка присоединилась к ней в монастыре.

### Канадский период
Канада XVII века — это время соперничества за территории (периодически вспыхивают многочисленные франко-индейские войны).
Сестра Мари-Катрин отправляется в Америку. В дороге девушка чуть не умирает от тяжёлой болезни. Однако, Бог сохраняет ей жизнь для высших дел. По прибытии монахиня претерпевает суровость канадских зим, нехватку продовольствия и постоянный страх перед полной изоляцией со стороны французов или ирокезов (остальные индейские племена дружелюбно настроены по отношению к миссионерам).

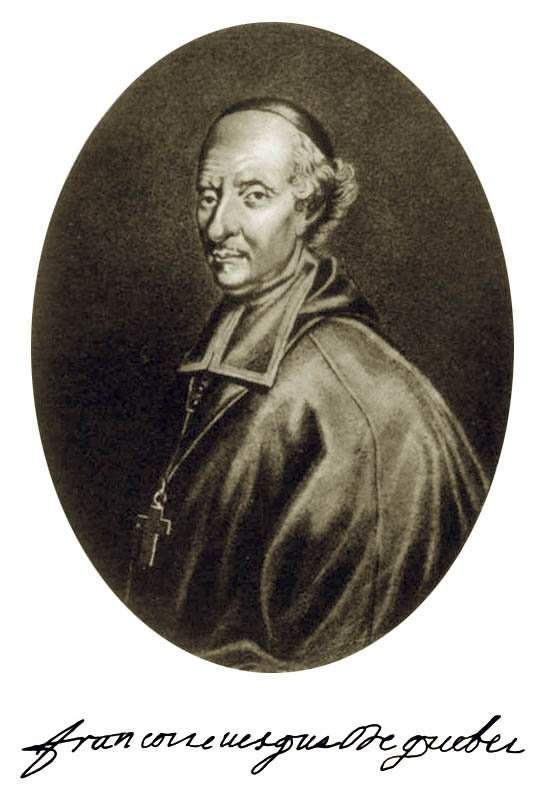
Франсуа Ксавье де Монморанси Лаваль — первый епископ Квебека (1663 г.)

16 марта 1649 года ирокезы штурмом взяли форт Сент-Игнас, где в то время находился верховный наставник миссии Жан де Бребёф и его друг священник-иезуит Габриель Лалеман. После длительных и ужасных пыток миссионеры претерпели мученическую смерть. Сестра Мари-Катрин берёт на себя бразды правления. Духовным наставником в этот момент для неё становится отец Поль Рагено, а чуть позже, в своих видениях, отец Жан де Бребёф.
Сестра Мари-Катрин демонстрирует силу своего духа: трудится не покладая рук, изучает индейские языки, с любовью внимает больным и лишённым. Благодаря такой помощи монахиня заслуживает доверие коренного населения и преподает им катехизис.
Однако, не все желают видеть Америку христианизированной и в 1652 году сестру Мари-Катрин пытаются дважды очернить, таким образом изгнав обратно во Францию. Но девушка непреклонна в своём желании остаться.

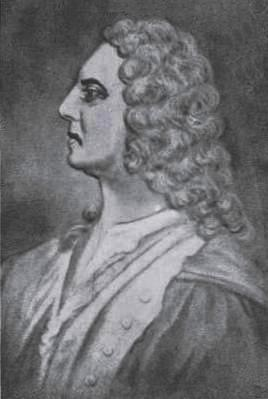
Шарль Огюстен де Сафре, сир де Мези — губернатор Новой Франции с августа 1663 по май 1665 года.

Во время пребывания в Новом Свете монахине даются видения Девы Марии, Господа Бога, Архангела Михаила, Святого Иосифа, отца Жана де Бребёфа (которого сам Господь посылает ей как духовного наставника), также видения спасённых ею душ в Чистилище, видения душ людей, которые умерли во Франции и об этом пока не знают здесь в Канаде.
24 августа 1658 года первый епископ Квебека Франсуа Ксавье де Монморанси Лаваль осуществляет таинство миропомазания над сестрой Мари-Катрин и стами индейцами. Известно, что в этот момент, монахине посылаются видения разверзнутых небес. Епископ Канады видя важное предназначение девушки и её дела — госпиталя «Отель-Дьё де Кебек» часто советуется с ней и просит молиться за епархию. 
Так же Мари-Катрин помогает губернатору Новой Франции господину Мези стать благочестивым гражданином, ведь именно он разрешил продавать алкоголь индейцам в обмен на меха.
20 апреля 1668 года у женщины начинается внутреннее кровотечение, а 8 мая, в день поминания католиками Архангела Михаила, верующая умирает. Тело монахини было выставлено в часовне госпиталя Отель-Дьё де Кебек. Т. к. Мари-Катрин святого Августина положила свою жизнь на спасение Новой Франции, то её считают соучредителем церкви в Канаде. 
Мари-Катрин Лонпре была беатифицирована 23 апреля 1989 года римским папой Иоанном Павлом II.